# 天主教奧斯陸教區
天主教奧斯陸教區（拉丁語：Dioecesis Osloën）是羅馬天主教在挪威南部的一個教區，代座堂位於首都奧斯陸。

## 現況
2011年，有100,924名教友，估轄區總人口2.6%。有24個堂區、71名司鐸、2名終身執事、34名修士、80名修女。現任主教為伯爾特·伊瓦爾·埃德斯維格。教區為斯堪地那維亞主教團成員。

## 歷史
天主教在哈康一世時開始傳入挪威，至奧拉夫二世時成為國教。宗教改革期間被廢除，直至1868年自瑞典監牧區分出，建立挪威自治傳教區（Misjonsdistriktet Norge）。1869年立監牧區，1892年升為代牧區，1953年升為教區。